# Kō Fumizuki
Pour les articles homonymes, voir KOH (homonymie).
文月晃
Œuvres principales
Première œuvre : Koi suru Hoteishiki
Autres ouvrages :
- Bleu indigo
- Umi no Misaki

Kô Fumizuku (文月晃, Fumizuki Kō), né un 8 mars dans la préfecture de Fukuoka, est un mangaka japonais.

## Biographie
Après avoir dessiné le relativement confidentiel Koi suru Hoteishiki, Kô Fumizuki connaît, à partir de la même année, le succès avec le seinen Ai Yori Aoshi (Bleu indigo), prépublié chez Young Animal, et dont il a par ailleurs assuré le dessin pour la version anime. En 2007, il lance, dans le même magazine, Umi no Misaki, actuellement en cours de publication au Japon.

## Œuvres
- 2002 : Koi suru Hoteishiki
- 2002 : Bleu indigo
- 2007 : Umi no Misaki